# Оздоблювальні роботи
Оздо́блювальні робо́ти — це великий комплекс процесів, що виконуються під час зведення будинків (споруд) і після їх закінчення з метою підвищення довговічності конструкцій, надання їм естетичного вигляду і створення необхідних умов експлуатаційниками.